# Marosvásárhely látnivalóinak listája

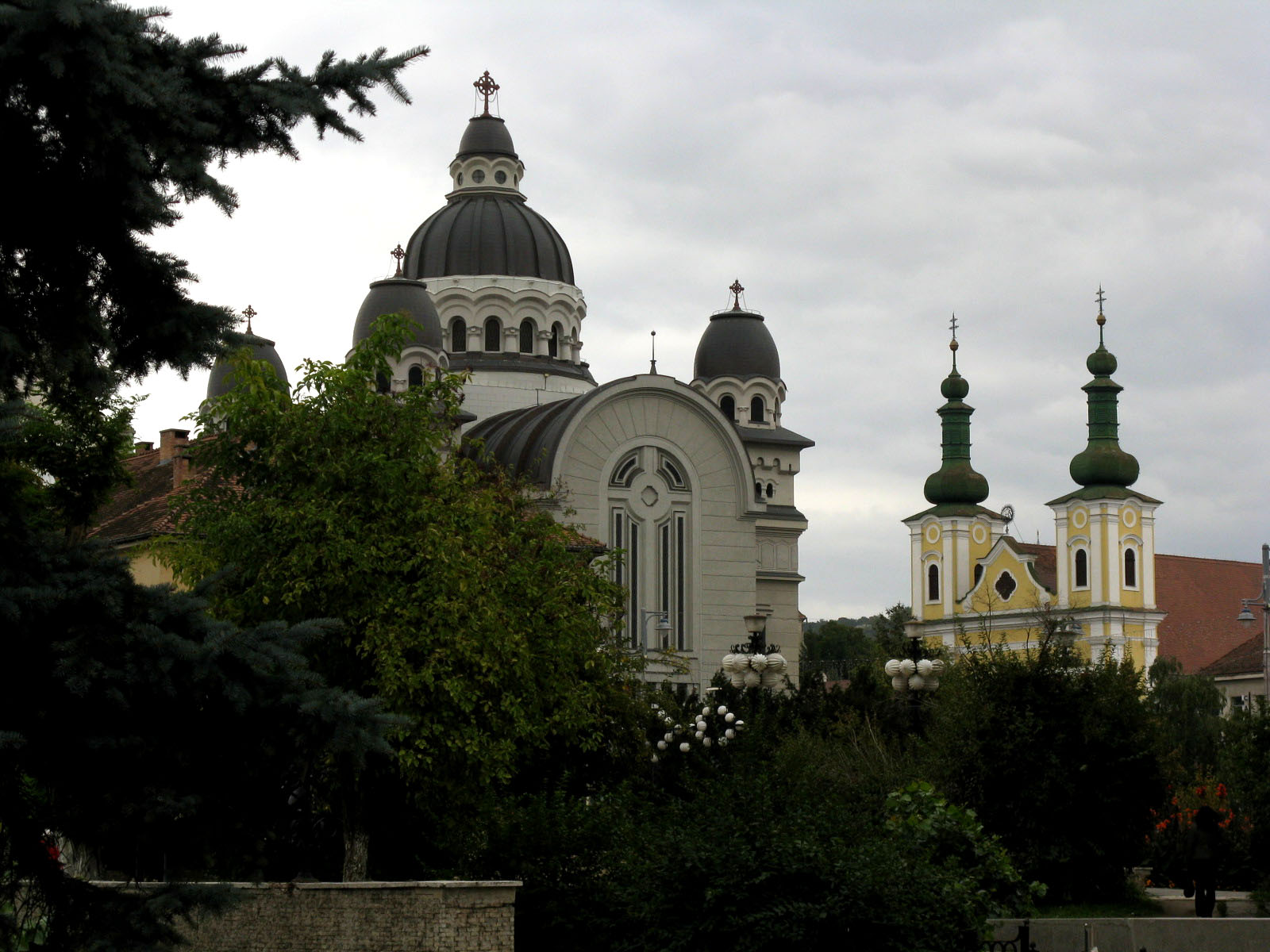
Főtéri részlet

Ez a lista Marosvásárhely látnivalóit tartalmazza.

## Templomok
- Vártemplom
- Kistemplom
- Evangélikus templom
- Kiskatedrális
- Unitárius templom
- Keresztelő Szent János Plébánia
- Barátok temploma (Ferenc-rendiek tornya)
- Bob-templom
- Ortodox székesegyház
- Zsinagóga

## Épületek
- Közigazgatási Palota
- Városháza (Polgármesteri hivatal)
- Kultúrpalota
- Teleki–Bolyai Könyvtár (Teleki Téka)
- Apolló-palota
- Teleki-ház
- Bányai-ház
- Kendeffy-ház
- Vár

## Szobrok
- Marosvásárhely köztéri szobrai, ezen belül:
  - Székely vértanúk emlékműve
  - Kőrösi Csoma Sándor-szobor
  - Bolyaiak szobra
  - Pseudosphaera-szobor

### Elpusztult szobrok, alkotások
- Bem-szobor
- Kossuth-szobor
- Petőfi-obeliszk
- Zenélő kút

## Múzeumok
- Néprajzi Múzeum
- Természettudományi Múzeum
- Történelmi Múzeum
- Szépművészeti Múzeum

## Szabadidőközpontok
- Nemzeti Színház
- Állatkert
- Weekend-telep
- Ariel Ifjúsági és Gyermekszínház
- Maros Művészegyüttes Előadóterme